# 506 (số)
506 (năm trăm linh sáu) là một số tự nhiên ngay sau 505 và ngay trước 507.